# Walter Sassnick
Walter Sassnick (* 10. März 1895 in Bonn; † 6. November 1955 in Nürnberg) war ein deutscher Journalist und Politiker (SPD).

## Leben und Beruf
Nach dem Besuch des Gymnasiums wurde Sassnick 1912 Journalist und arbeitete als Lokalredakteur bei der Rheinischen Zeitung in Köln. Daneben engagierte er sich gewerkschaftlich und kulturpolitisch. Er nahm von 1914 bis 1918 als Soldat am Ersten Weltkrieg teil und gehörte bei Kriegsende dem Zentralsoldatenrat an der Ostfront an. Anschließend war er als Chefredakteur bei sozialdemokratischen Zeitungen in Minden (Weser-Warte) und Regensburg (Volkswacht) tätig.
Nach der Machtübernahme der Nationalsozialisten wurde Sassnick seit März 1933 wegen angeblichen Hoch- und Landesverrats verfolgt. Er floh im Mai 1933 in das Saargebiet, wurde ausgebürgert und emigrierte 1935 über Frankreich in die Schweiz. 1938 ging er nach Schweden ins Exil und gab dort die Emigrantenzeitschrift Das Wort heraus.
Sassnick kehrte im August 1946 nach Deutschland zurück und arbeitete erneut bei verschiedenen Zeitungen in Bayern. Er war zunächst Lizenzträger und Chefredakteur der Mittelbayerischen Zeitung in Regensburg und wirkte später als Chefredakteur bei der Südpost in München sowie bei den Nürnberger Nachrichten und der Fränkischen Tagespost in Nürnberg.

## Partei
Sassnick trat 1912 in die SPD ein und betätigte sich während der Zeit der Weimarer Republik als Parteiredner. Zudem war er Mitglied des Reichsbanners Schwarz-Rot-Gold. Während seiner Zeit im französischen Exil schloss er sich der SoPaDe an. Nach 1946 war er erneut Mitglied der Sozialdemokraten.

## Abgeordneter
Sassnick war nach 1918 Mitglied des Provinzialrates in Ostpreußen und Ratsmitglied der Stadt Memel. Dem Deutschen Bundestag gehörte er seit der ersten Bundestagswahl 1949 bis zu seinem Tode an. Im Parlament vertrat er als 1949 wie 1953 direkt gewählter Abgeordneter den Wahlkreis Nürnberg.

## Ehrungen
- 1955: Verdienstkreuz (Steckkreuz) der Bundesrepublik Deutschland